# Michaël Youn
Michaël Youn conocido también por ser parte del grupo Fatal Bazooka, es un cantante, comediante de televisión, personalidad de radio y actor francés.

## Discografía

### Álbumes
| Año  | Solo        | Créditos      | Posición en Rankings |
| Año  | Solo        | Créditos      | FRA                  |
| ---- | ----------- | ------------- | -------------------- |
| 2002 | Anthologigi | Bratisla Boys | 14                   |

### Sencillos
| Año  | Solo                | créditos       | posición en rankings | posición en rankings | posición en rankings | Álbum |
| Año  | Solo                | créditos       | FRA                  | BELIO (Wa)           | SWI                  | Álbum |
| ---- | ------------------- | -------------- | -------------------- | -------------------- | -------------------- | ----- |
| 2002 | "Stach Stach"       | Bratisla Boys  | 1                    | 3                    | 2                    |       |
| 2002 | "Le frunkp"         | Alphonse Brown | 1                    | 1                    | 1                    |       |
| 2003 | "Comme des Conards" | Les Conards    | 3                    | 3                    | 11                   |       |
| 2005 | "Iznogoud"          | Michael Youn   | 12                   | 3                    | 11                   | –     |

## Filmografía
- La Malédiction de la mamie (2000)
- La Beuze (2003, leading role – Alphonse Brown)
- Chouchou (2003)
- Les Clefs de bagnole (2003)
- Le Carton (2004)
- Around the World in 80 Days (2004)
- Les 11 commandements (2004, comedy, leading role)
- L'un reste, l'autre part (2005)
- Iznogoud (2005, title role)
- Incontrôlable (2006, leading role)
- Héros (2007)
- Lucky Luke (2009)
- Fatal (2010)
- Le Coursier (2011)
- The Chef (2012)
- Vive la France (2013)
- The Canterville Ghost (2016)
- Brillantissime (2018)

## Televisión
- Caméra café (2001)
- Morning Live (2000–2002)
- Off Prime (2007)